# Région Pays de la Loire Tour-Féminin
Die Région Pays de la Loire Tour ist ein Straßenradrennen im Frauenradsport in Frankreich.
Das Eintagesrennen wird erstmals im Jahr 2024 ausgetragen. Unter demselben Namen findet seit 2023 auch ein Männerrennen als Etappenrennen statt, das Frauenrennen wird an einem Tag während des Männerrennens ausgefahren. Das Rennen ist in die Kategorie 1.2 eingestuft. 

## Palmarès
| Jahr | Siegerin          | Zweite           | Dritte          |
| ---- | ----------------- | ---------------- | --------------- |
| 2024 | Michaela Drummond | Victorie Guilman | Lucinda Stewart |
| 2025 |                   |                  |                 |